# Soltera codiciada
Soltera codiciada es una película peruana de comedia basada en el libro homónimo de María José Osorio, quien está a cargo del guion. Dirigida por Bruno Ascenzo y Joanna Lombardi y producida por Tondero Producciones, la película se estrenó el 31 de mayo de 2018 en cines y está protagonizada por Gisela Ponce de León, Karina Jordán, Jely Reátegui, Christopher Uckermann, Andrés Salas y Carlos Carlín.
Se puede ver por la plataforma Netflix.

## Sinopsis
María Fé, una redactora publicitaria, decide abrir un blog titulado "Soltera codiciada" para superar la ruptura abrupta con su novio, con quien mantuvo una relación de más de 6 años.

## Reparto
- Gisela Ponce de León como María Fé.[4]
- Karina Jordán como Natalia.
- Christopher Uckermann como Santiago.[5]
- Jely Reátegui como Carolina.
- Andrés Salas como Matías.
- Carlos Carlín como Ramiro.
- Alejandra Bouroncle como instructora de pole dance.
- Guillermo Castañeda como Minimi.
- Yaco Eskenazi como Andrés.
- Nicolás Galindo como Charly.
- Carlos Gassols como jugador de ajedrez.
- Anaí Padilla como Fio.
- Rodrigo Palacios como Jaime.
- Chiara Pinasco como la Novia.
- Kelly Lynn Reiter como instructora de yoga.

## Producción
La película se rodó en diciembre de 2017. El tráiler fue estrenado el 23 de abril de 2018 y el afiche promocional fue revelado el 28 de abril.

## Estreno
Soltera codiciada se estrenó en cines a nivel nacional el 31 de mayo de 2018. Fue lanzada como una producción original en Netflix el 19 de octubre de 2018.

## Recepción

### Taquilla
En su semana de estreno, Soltera codiciada logró más de 130 000 espectadores, liderando la taquilla y superando a otros 6 estrenos.

### Premios y nominaciones
Soltera codiciada recibió 3 nominaciones en los Premios Luces de 2018.
| Nominado/a        | Categoría               | Resultado |
| ----------------- | ----------------------- | --------- |
| Soltera codiciada | Mejor película          | Nominada  |
| Karina Jordán     | Mejor actriz secundaria | Nominada  |
| Andrés Salas      | Mejor actor secundario  | Ganador   |